# 北海道人造石油
北海道人造石油（ほっかいどうじんぞうせきゆ）は、かつて北海道滝川市に存在した石炭化学メーカー。第二次世界大戦前夜から戦時中にかけて、大日本帝国では自給できない石油を石炭液化により得るための研究と製造を行った。略称で人石と呼ばれた。

## 概要
ドイツから技術移転したガス合成による石炭液化技術（フィッシャー・トロプシュ法）による人工的な石油の製造を目的に、1938年（昭和13年）12月、第二次世界大戦直前の石油需給が逼迫する背景の中で設立された。出資者は、特殊会社である帝国燃料興業が中心となり、三井・三菱・住友の三大財閥（前二社は近隣の石狩炭田に炭鉱を有していた）のほか、北海道炭礦汽船などであった。資本金7,000万円と当時としては破格の財務規模を有していた。これに加え、人造石油製造事業法に基づく多額の補助金がつぎ込まれたため、資金は潤沢であった。
産炭地に近く、石狩川から豊富な工業用水が得られる滝川の原野117ヘクタールに主力となる滝川工場が1939年（昭和14年）5月に着工され、1940年（昭和15年）10月に研究所を開設、1941年（昭和16年）6月にコークス炉に火が入れられた。工場は年間で原料石炭を70万トン消費し生産量は揮発油14万トン・灯油3万トン・ディーゼル油4万トンの計画で、800戸の社宅や劇場・武道館などの厚生施設を含む巨大な施設群に最大で約2000人が働き、「東洋一の化学工場」と呼ばれた。1942年（昭和17年）12月に石油生産に成功、敗戦直後にかけて約1万4000キロリットル（kl）を生産して戦地へも送られた。滝川工場で生産された揮発油は直鎖パラフィンが多くオクタン価53程度でガソリンエンジン用としては低質にとどまった一方、ディーゼル燃料は性能が良く艦船向けの高級燃料に用いられた。
滝川の本社工場の他留萌町には1939年に研究所を着工し1940年10月9日に竣工、1941年1月から本格的研究を開始し多くの一線級の化学者を配置させ最盛期には289名が勤務し、また天塩炭田の石炭を原料とした工場建設を計画し起工に至るも軟弱地盤や物資不足から建設が遅れ完成に至ることなく廃業となり、合わせて計画されていた釧路への工場建設案も未着工に終わった。
従業員の待遇には手厚いものがあった。学校を卒業したばかりの10代の養成工に対して、午前中はドイツ人教師による石油化学の教育を施し、午後には仕事に従事させることも行われていた（1944年(昭和19年)まで）。一酸化炭素中毒や爆発事故を防ぐため安全対策は厳重で、従業員は煙草やマッチを持ち込まないよう検査を受けていた。
太平洋戦争下では、触媒に使うコバルトの入手が困難で、1944年（昭和18年）8月から鉄系触媒に切り替えたが、他の資材不足もあって最後まで大量生産はできなかった。1944年10月には軍需省の方針で人造石油会社を低温乾留法・ガス合成法各1社ずつの統合として三池石油合成・尼崎人造石油と合併し日本人造石油株式会社の一部となる。年間23万 klの生産目標に対して、7,000 klの生産に留まり、石油不足の解消に貢献しないまま終戦を迎え、10月には石油合成を停止した。その後1946年（昭和21年）9月に日本人造石油から分社化する形で滝川化学工業株式会社を資本金1億円で設立、コークスの製造やコークス炉のガスを砂川の東洋高圧へ12.6kmのガス管を敷設し販売、コークス炉のガスを活用して硫酸アンモニウムやアンモニアの製造に取り組み、民需への転換を図った 。また高級アルコールや化成炭の製造を試行するも成功せず、最終的には設備が膨大で採算には程遠く、1952年（昭和27年）6月に経営破綻に至った。

## 廃業後
滝川の本社工場跡地は東京都の松庫商店が落札し、当初は日本油脂の工場誘致を計画したが跡地に工場の遺構が多数存在したことから早期の建設に踏み切れないとして見送られ美唄への建設となり、その後保安隊の自動車修理工場誘致計画も頓挫し駐屯部隊誘致とともに北海道電力の火力発電所誘致に踏み切り旧青年学校や社宅を含む一部区域18万3000平米を北海道電力滝川発電所（現・北海道電力ネットワーク滝川テクニカルセンター）の建設用地に用いた。また1955年9月には米田物産滝川防腐工場と1962年7月には日本ヒューム管滝川工場が誘致されたが、大半は陸上自衛隊滝川駐屯地の管理下にあり会社法人の本社建屋が本部隊舎として残存する。この他敷地内の日本人造石油青年学校は1948年から1956年まで小学1年生から3年生を対象とした滝川第一小学校滝泉台分教場として用いた後発電所建設のため取り壊され新設校の西小学校へ移管し、生産設備のうちカウパー式メタン分解炉は新潟市の日本瓦斯化学（現・三菱ガス化学）榎工場に移設され1970年頃まで天然ガスを原料としたメタノール生産に用いられた 。1962年には滝川市泉町に本社工場で使用された耐火レンガを用い、高さ約5mの記念碑「人石記念塔」が建立されている。
留萌研究所は戦後「留萌水産工業」に改組されたものの1952年頃に倒産、その後本館は陸上自衛隊留萌駐屯地の連隊本部隊舎として残存する。
人造石油に関する大半の資料は終戦後焼却処分されたが、1984年に滝川市で開催された元職員らによる「人石会の集い」をきっかけに職員が個人で所有していた合成石油の現物や図面・研究資料のコピー等の資料が滝川市に寄贈され2013年に化学遺産、2021年9月に重要科学技術史資料（未来技術遺産）に登録された。